# Aigonnay
Aigonnay és un municipi francès situat al departament de Deux-Sèvres i a la regió de la Nova Aquitània. L'any 2007 tenia 603 habitants.

## Demografia

### Població
El 2007 la població de fet d'Aigonnay era de 603 persones. Hi havia 210 famílies de les quals 42 eren unipersonals (29 homes vivint sols i 13 dones vivint soles), 63 parelles sense fills, 92 parelles amb fills i 13 famílies monoparentals amb fills.
La població ha evolucionat segons el següent gràfic:
Habitants censats

### Habitatges
El 2007 hi havia 237 habitatges, 224 eren l'habitatge principal de la família, 7 eren segones residències i 6 estaven desocupats. 236 eren cases i 1 era un apartament. Dels 224 habitatges principals, 158 estaven ocupats pels seus propietaris, 61 estaven llogats i ocupats pels llogaters i 5 estaven cedits a títol gratuït; 6 tenien dues cambres, 15 en tenien tres, 49 en tenien quatre i 153 en tenien cinc o més. 183 habitatges disposaven pel capbaix d'una plaça de pàrquing. A 83 habitatges hi havia un automòbil i a 136 n'hi havia dos o més.

### Piràmide de població
La piràmide de població per edats i sexe el 2009 era:
| Homes | Edats   | Dones |
| ----- | ------- | ----- |
| 0     | 95 o +  | 0     |
| 0     | 90 a 94 | 0     |
| 4     | 85 a 89 | 8     |
| 0     | 80 a 84 | 0     |
| 12    | 75 a 79 | 8     |
| 12    | 70 a 74 | 12    |
| 0     | 65 a 69 | 8     |
| 4     | 60 a 64 | 8     |
| 8     | 55 a 59 | 0     |
| 12    | 50 a 54 | 12    |
| 16    | 45 a 49 | 12    |
| 32    | 40 a 44 | 16    |
| 8     | 35 a 39 | 20    |
| 32    | 30 a 34 | 24    |
| 16    | 25 a 29 | 32    |
| 0     | 20 a 24 | 8     |
| 20    | 15 a 19 | 20    |
| 36    | 10 a 14 | 4     |
| 16    | 5 a 9   | 12    |
| 12    | 0 a 4   | 16    |

## Economia
El 2007 la població en edat de treballar era de 390 persones, 316 eren actives i 74 eren inactives. De les 316 persones actives 295 estaven ocupades (161 homes i 134 dones) i 21 estaven aturades (8 homes i 13 dones). De les 74 persones inactives 29 estaven jubilades, 26 estaven estudiant i 19 estaven classificades com a «altres inactius».

### Ingressos
El 2009 a Aigonnay hi havia 227 unitats fiscals que integraven 637 persones, la mediana anual d'ingressos fiscals per persona era de 18.579,5 €.

### Activitats econòmiques
Dels 9 establiments que hi havia el 2007, 4 eren d'empreses de construcció, 1 d'una empresa de transport, 1 d'una empresa d'informació i comunicació i 3 d'empreses de serveis.
Dels 4 establiments de servei als particulars que hi havia el 2009, 1 era un paleta, 1 fusteria i 2 empreses de construcció.
L'any 2000 a Aigonnay hi havia 19 explotacions agrícoles que ocupaven un total de 1.232 hectàrees.

## Equipaments sanitaris i escolars
El 2009 hi havia una escola elemental integrada dins d'un grup escolar amb les comunes properes formant una escola dispersa.

## Poblacions més properes
El següent diagrama mostra les poblacions més properes.